# Астрономия
Астроно́мия (от др.-греч. ἄστρον — «звезда» и νόμος — «закон») — наука о Вселенной, изучающая расположение, движение, структуру, происхождение и развитие небесных тел (планет, звёзд, астероидов, и т. д.) и систем.
В частности, астрономия изучает Солнце и другие звёзды, планеты Солнечной системы и их спутники, экзопланеты, астероиды, кометы, метеороиды, межпланетное вещество, межзвёздное вещество, пульсары, чёрные дыры, туманности, галактики и их скопления, квазары и многое другое.

## Этимология названия
Термин «астроно́мия» (др.-греч. ἀστρονομία) образован от древнегреческих слов ἀστήρ, ἄστρον (астер, астрон) — «звезда» и νόμος (номос) — «обычай, установление, закон».

## История
Астрономия — одна из древнейших и старейших наук. Она возникла из практических потребностей человечества.
С тех пор как на Земле существуют люди, их всегда интересовало то, что они видели на небе. Ещё в глубокой древности они заметили взаимосвязь движения небесных светил по небосводу и периодических изменений погоды. Астрономия тогда была основательно перемешана с астрологией.
По расположению звёзд и созвездий первобытные земледельцы определяли наступления времён года. Кочевые племена ориентировались по Солнцу и звёздам. Необходимость в летоисчислении привела к созданию календаря. Ещё доисторические люди знали об основных явлениях, связанных с восходом и заходом Солнца, Луны и некоторых звёзд. Периодическая повторяемость затмений Солнца и Луны была известна очень давно. Среди древнейших письменных источников встречаются описания астрономических явлений, а также примитивные расчётные схемы для предсказания времени восхода и захода ярких небесных тел, методы отсчёта времени и ведения календаря.
Доисторические культуры и древнейшие цивилизации оставили после себя многочисленные астрономические артефакты, свидетельствующие о знании ими закономерностей движения небесных тел. В качестве примеров можно привести додинастические древнеегипетские монументы и Стоунхендж. Первые цивилизации вавилонян, греков, китайцев, индийцев, майя и инков уже проводили методические наблюдения ночного небосвода.
Астрономия успешно развивалась в Древнем Вавилоне, Египте, Китае и Индии. В китайской летописи описывается затмение Солнца, которое состоялось в 3-м тысячелетии до н. э. Теории, которые на основе развитых арифметики и геометрии объясняли и предсказывали движение Солнца, Луны и ярких планет, были созданы в странах Средиземноморья в последние века дохристианской эры. Вместе с простыми, но эффективными приборами, они служили практическим целям вплоть до эпохи Возрождения.
Особенно большого развития достигла астрономия в Древней Греции. Пифагор впервые пришёл к выводу, что Земля имеет шарообразную форму, а Аристарх Самосский высказал предположение, что Земля вращается вокруг Солнца. Гиппарх во II в. до н. э. составил один из первых звёздных каталогов. В произведении Птолемея «Альмагест», написанном во II в. н. э., изложена геоцентрическая система мира, которая была общепринятой на протяжении почти полутора тысяч лет.
В средневековье астрономия достигла значительного развития в странах Востока. Впервые астрономия была отделена от астрологии в X веке учёным аль-Фараби в его трактате «Что правильно и что неправильно в приговорах звёзд». В IX веке андалусский учёный ибн Фирнас сконструировал прибор, указывающий движение планет и звёзд во Вселенной. В 994 году среднеазиатский астроном Аль-Худжанди сконструировал первый огромный настенный секстант, предназначенный для определения наклона оси Земли («наклона эклиптики») с высокой точностью, ошибившись всего на 2 минуты. Учёный Али ибн Ридван предоставил самое подробное описание сверхновой звезды, ныне известной как SN 1006, которую он наблюдал в 1006 году. Астрономия исламского мира развивалась до конца XVI века. Так, Такиюддин аш-Шами в 1577–80 годах изобрёл механические астрономические часы, измеряющие время в секундах, что является одним из самых важных нововведений в практической астрономии XVI века, поскольку предыдущие часы не были достаточно точными, чтобы их можно было использовать в астрономических целях.
С XVI в. начинается развитие астрономии в Европе. Новые требования выдвигались в связи с развитием торговли и мореплавания и зарождением промышленности, способствовали освобождению науки от влияния религии и привели к ряду крупных открытий.
Из всех естественных наук астрономия более других подвергалась нападкам папской курии. Лишь в 1822 году инквизиция формально объявила — в противоречии с прежними воззрениями католической церкви — что в Риме дозволено печатание книг, в которых изложены суждения о движении Земли и неподвижности Солнца. После этого при издании Индекса запрещённых книг 1835 года, из него были исключены имена Коперника, Кеплера и Галилея.
Окончательное выделение научной астрономии произошло в эпоху Возрождения и заняло долгое время. Но только изобретение телескопа позволило астрономии развиться в современную самостоятельную науку.
Исторически астрономия включала в себя астрометрию, навигацию по звёздам, наблюдательную астрономию, создание календарей и даже астрологию. В наши дни профессиональная астрономия часто рассматривается как синоним астрофизики.
Рождение современной астрономии связывают с отказом от геоцентрической системы мира Птолемея (II век) и заменой её гелиоцентрической системой Николая Коперника (середина XVI века), с началом исследований небесных тел с помощью телескопа (Галилей, начало XVII века) и открытием закона всемирного притяжения (Исаак Ньютон, конец XVII века). XVIII—XIX века были для астрономии периодом накопления сведений и знаний о Солнечной системе, нашей Галактике и физической природе звёзд, Солнца, планет и других космических тел.
Научно-техническая революция XX века имела чрезвычайно большое влияние на развитие астрономии и особенно астрофизики.
Появление крупных оптических телескопов, создание радиотелескопов с высоким разрешением и осуществление систематических наблюдений привели к открытию, что Солнце входит в состав огромной дискообразной системы, состоящей из многих миллиардов звёзд — галактики. В начале XX века астрономы обнаружили, что эта система является одной из миллионов подобных ей галактик.
Открытие других галактик стало толчком для развития внегалактической астрономии. Исследование спектров галактик позволило Эдвину Хабблу в 1929 году выявить явление «разбегания галактик», которое впоследствии получило объяснения на основе общего расширения Вселенной.
Применение ракет и искусственных спутников Земли для внеатмосферных астрономических наблюдений привели к открытию новых видов космических тел: радиогалактик, квазаров, пульсаров, источников рентгеновского излучения и т. д. Были разработаны основы теории эволюции звёзд и космогонии Солнечной системы. Достижением астрофизики XX века стала релятивистская космология — теория эволюции Вселенной.
Астрономия — одна из немногих наук, где непрофессионалы всё ещё могут играть активную роль: любительская астрономия привнесла свой вклад в ряд важных астрономических открытий.

## Структура астрономии как научной дисциплины

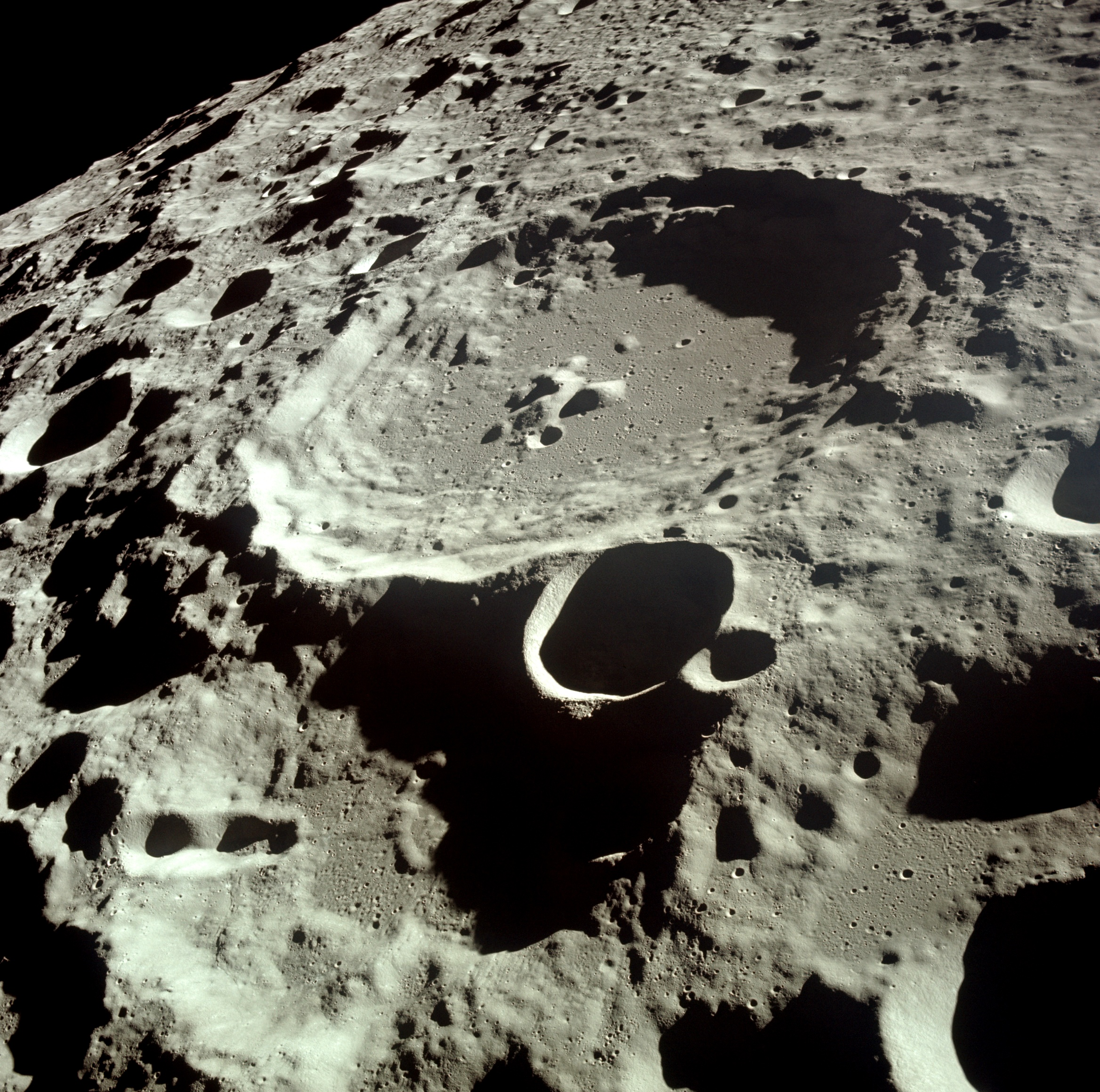
Лунная астрономия: большой кратер на изображении — Дедал, сфотографированный экипажем «Аполлона-11» во время обращения вокруг Луны в 1969. Кратер расположен рядом с центром невидимой стороны Луны, его диаметр около 93 км

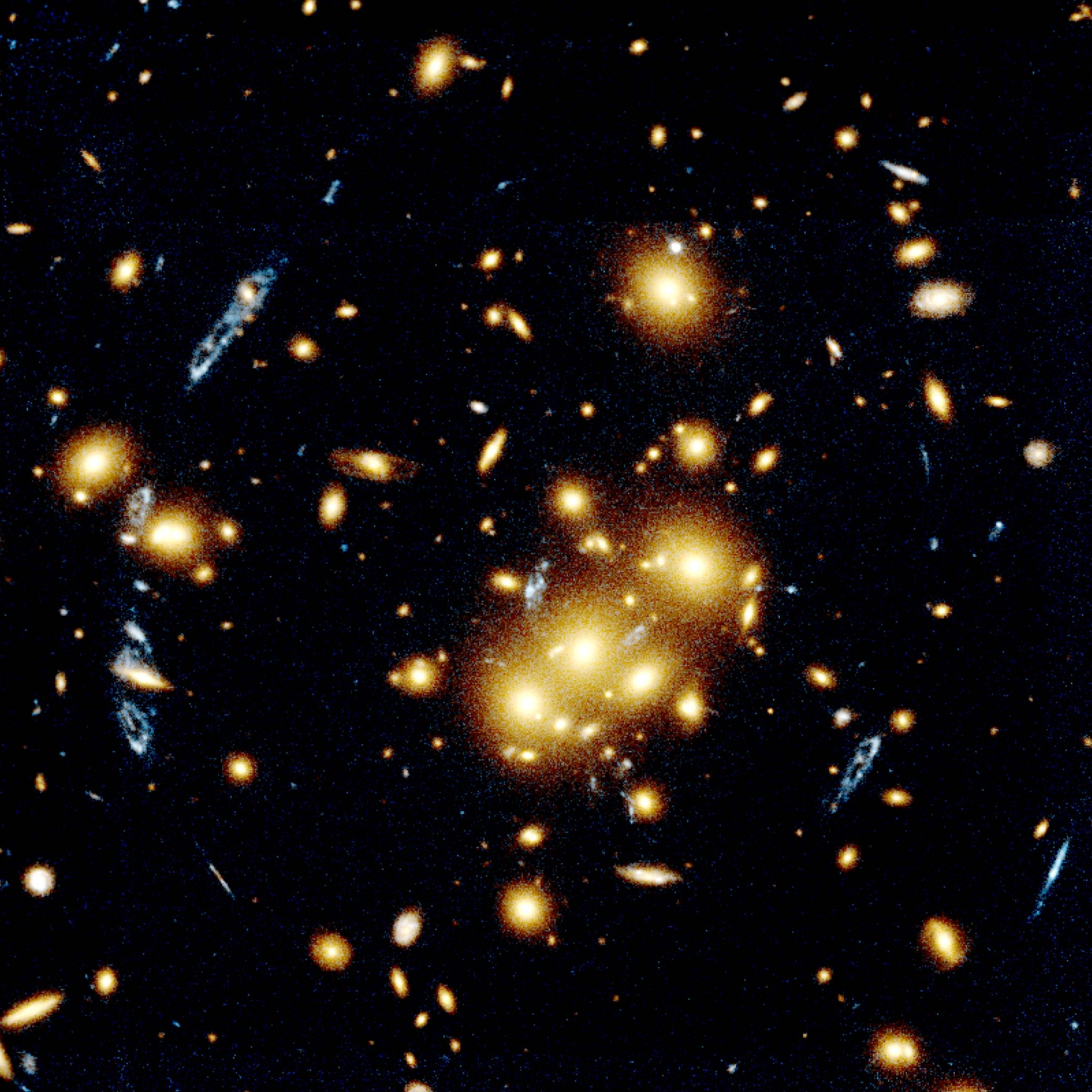
Внегалактическая астрономия: гравитационное линзирование. Видно несколько голубых петлеобразных объектов, которые являются многократными изображениями одной галактики, размноженными из-за эффекта гравитационной линзы от скопления жёлтых галактик возле центра фотографии. Линза создана гравитационным полем скопления, которое искривляет световые лучи, что ведёт к увеличению и искажению изображения более далёкого объекта

Современная астрономия делится на ряд разделов, которые тесно связаны между собой, поэтому разделение астрономии в некоторой мере условно.
Главнейшими разделами астрономии являются:
- Астрометрия — изучает видимые положения и движения светил. Раньше роль астрометрии состояла также в высокоточном определении географических координат и времени с помощью изучения движения небесных светил (сейчас для этого используются другие способы). Современная астрометрия состоит из:
  - фундаментальной астрометрии, задачами которой являются определение координат небесных тел из наблюдений, составление каталогов звёздных положений и определение числовых значений астрономических параметров, — величин, позволяющих учитывать закономерные изменения координат светил;
  - сферической астрономии, разрабатывающей математические методы определения видимых положений и движений небесных тел с помощью различных систем координат, а также теорию закономерных изменений координат светил со временем;
- Теоретическая астрономия даёт методы для определения орбит небесных тел по их видимым положениям и методы вычисления эфемерид (видимых положений) небесных тел по известным элементам их орбит (обратная задача).
- Небесная механика изучает законы движений небесных тел под действием сил всемирного тяготения, определяет массы и форму небесных тел и устойчивость их систем.

Эти три раздела в основном решают первую задачу астрономии (исследование движения небесных тел), и их часто называют классической астрономией.
- Астрофизика изучает строение, физические свойства и химический состав небесных объектов. Она делится на: а) практическую (наблюдательную) астрофизику, в которой разрабатываются и применяются практические методы астрофизических исследований и соответствующие инструменты и приборы; б) теоретическую астрофизику, в которой, на основании законов физики, даются объяснения наблюдаемым физическим явлениям.

Ряд разделов астрофизики выделяется по специфическим методам исследования.
- Звёздная астрономия изучает закономерности пространственного распределения и движения звёзд, звёздных систем и межзвёздной материи с учётом их физических особенностей.
- Космохимия изучает химический состав космических тел, законы распространённости и распределения химических элементов во Вселенной, процессы сочетания и миграции атомов при образовании космического вещества. Иногда выделяют ядерную космохимию, изучающую процессы радиоактивного распада и изотопный состав космических тел. Нуклеогенез в рамках космохимии не рассматривается.

В этих двух разделах в основном решаются вопросы второй задачи астрономии (строение небесных тел).
- Космогония рассматривает вопросы происхождения и эволюции небесных тел, в том числе и нашей Земли.
- Космология изучает общие закономерности строения и развития Вселенной.

На основании всех полученных знаний о небесных телах последние два раздела астрономии решают её третью задачу (происхождение и эволюция небесных тел).
Курс общей астрономии содержит систематическое изложение сведений об основных методах и главнейших результатах, полученных различными разделами астрономии.
Одним из новых, сформировавшихся только во второй половине XX века, направлений является археоастрономия, которая изучает астрономические познания древних людей и помогает датировать древние сооружения, исходя из явления прецессии Земли.

### Звёздная астрономия

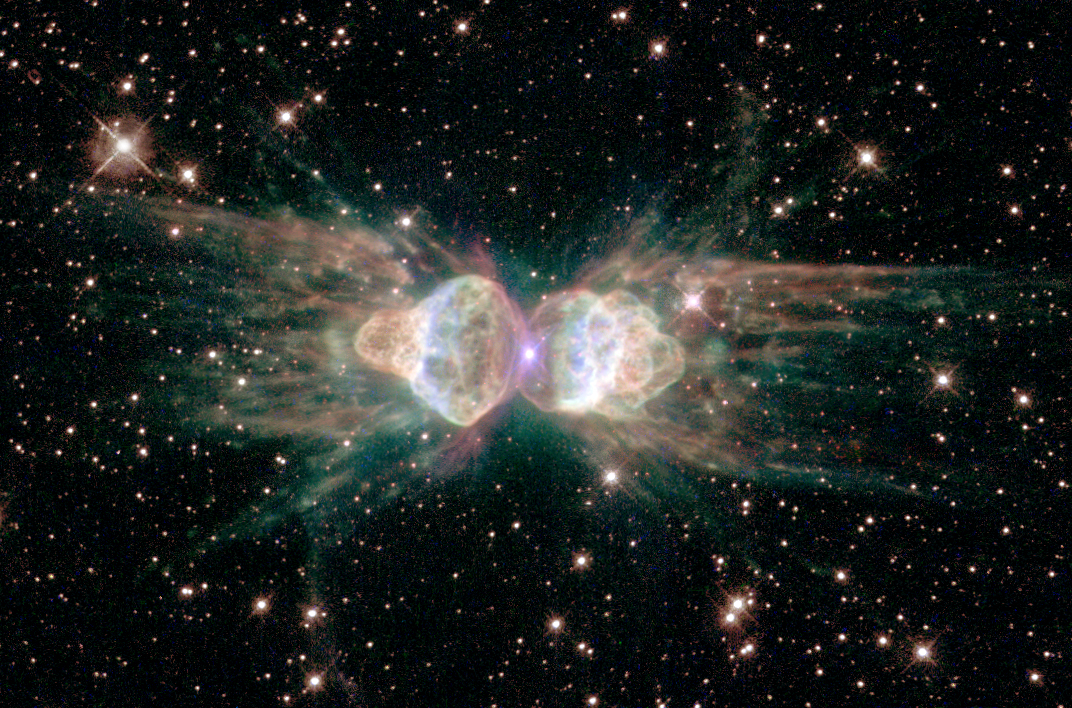
Планетарная туманность Муравей — Mz3. Выброс газа из умирающей центральной звезды симметричен, в отличие от хаотических выбросов обычных взрывов

Изучение звёзд и звёздной эволюции имеет фундаментальное значение для нашего понимания Вселенной. Астрономы изучают звёзды с помощью и наблюдений, и теоретических моделей, а сейчас и с помощью компьютерного численного моделирования.
Формирование звёзд происходит в газопылевых туманностях. Достаточно плотные участки туманностей могут сжиматься силой гравитации, разогреваясь за счёт высвобождаемой при этом потенциальной энергии. Когда температура становится достаточно большой, в ядре протозвезды начинаются термоядерные реакции и она становится звездой:264.
Почти все элементы, более тяжёлые чем водород и гелий, образуются в звёздах.

## Предметы изучения и задачи астрономии
- Астрометрия
  - Созвездия
  - Небесная сфера
  - Системы небесных координат
  - Время
- Небесная механика
- Астрофизика
  - Эволюция звёзд
  - Нейтронные звёзды и чёрные дыры
  - Астрофизическая гидродинамика
- Галактики
  - Млечный Путь
  - Строение галактик
  - Эволюция галактик
  - Активные ядра галактик
- Космология
  - Красное смещение
  - Реликтовое излучение
  - Теория Большого взрыва
  - Тёмное вещество
  - Тёмная энергия
- Планетология

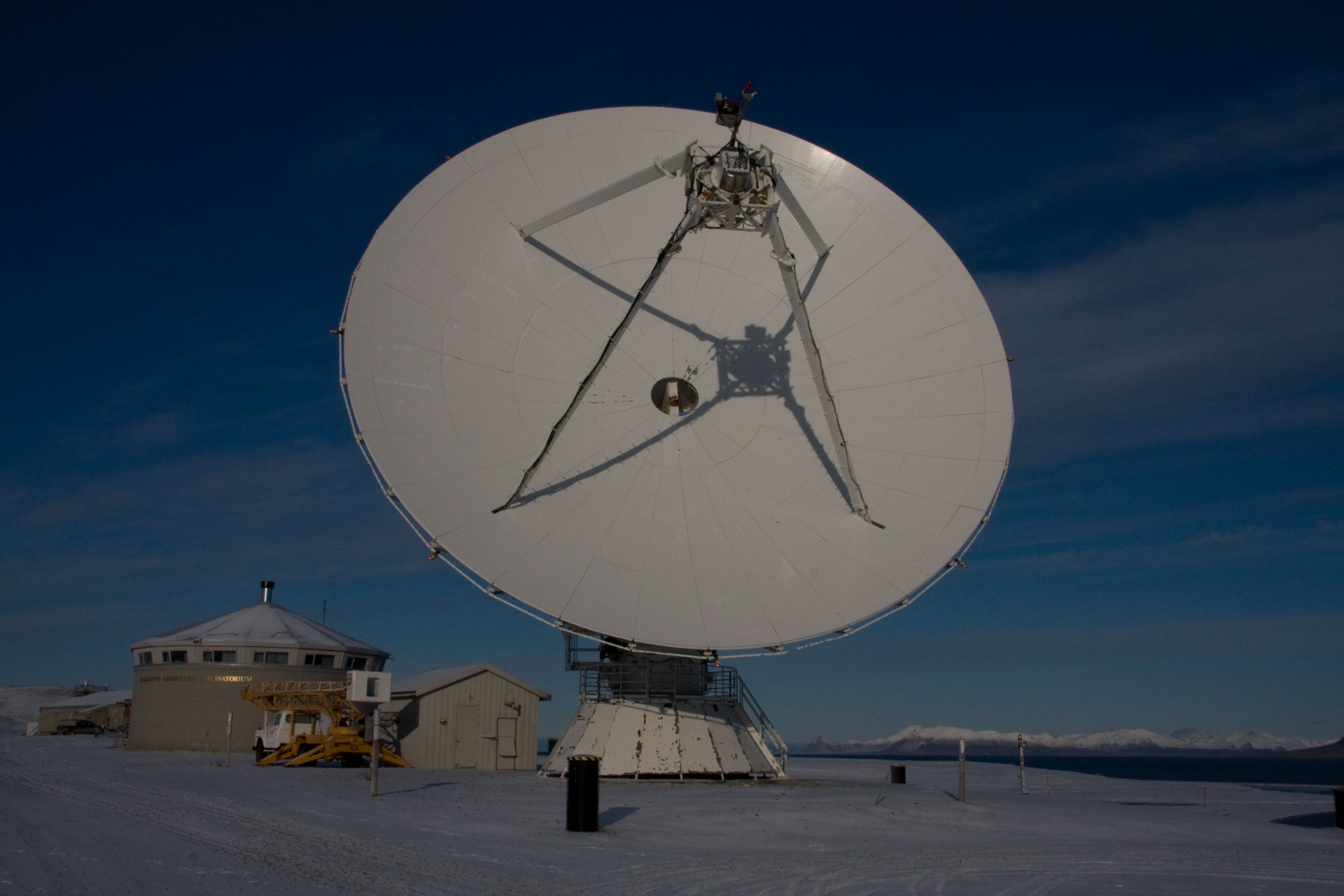
Радиотелескопы — одни из множества различных инструментов, используемых астрономами

Основными задачами астрономии являются:
1. Изучение видимых, а затем и действительных положений и движений небесных тел в пространстве, определение их размеров и формы.
2. Изучение строения небесных тел, исследование химического состава и физических свойств (плотности, температуры и т. п.) вещества в них.
3. Решение проблем происхождения и развития отдельных небесных тел и образуемых ими систем.
4. Изучение наиболее общих свойств Вселенной, построение теории наблюдаемой части Вселенной — Метагалактики.

Решение этих задач требует создания эффективных методов исследования — как теоретических, так и практических. Первая задача решается путём длительных наблюдений, начатых ещё в глубокой древности, а также на основе законов механики, известных уже около 300 лет. Поэтому в этой области астрономии мы располагаем наиболее богатой информацией, особенно для сравнительно близких к Земле небесных тел: Луны, Солнца, планет, астероидов и т. д.
Решение второй задачи стало возможным в связи с появлением спектрального анализа и фотографии. Изучение физических свойств небесных тел началось во второй половине XIX века, а основных проблем — лишь в последние годы.
Третья задача требует накопления наблюдаемого материала. В настоящее время таких данных ещё недостаточно для точного описания процесса происхождения и развития небесных тел и их систем. Поэтому знания в этой области ограничиваются только общими соображениями и рядом более или менее правдоподобных гипотез.
Четвёртая задача является самой масштабной и самой сложной. Практика показывает, что для её решения уже недостаточно существующих физических теорий. Необходимо создание более общей физической теории, способной описывать состояние вещества и физические процессы при предельных значениях плотности, температуры, давления. Для решения этой задачи требуются наблюдательные данные в областях Вселенной, находящихся на расстояниях в несколько миллиардов световых лет. Современные технические возможности не позволяют детально исследовать эти области. Тем не менее, эта задача сейчас является наиболее актуальной и успешно решается астрономами ряда стран, в том числе и России.
В астрономии, как и в других науках, много нерешённых проблем.

## Астрономические инструменты
- Астрономические обсерватории с телескопами и пр. оборудованием
- Спектрограф
- Бинокль
- Радиотелескоп

## Наблюдения и виды астрономии

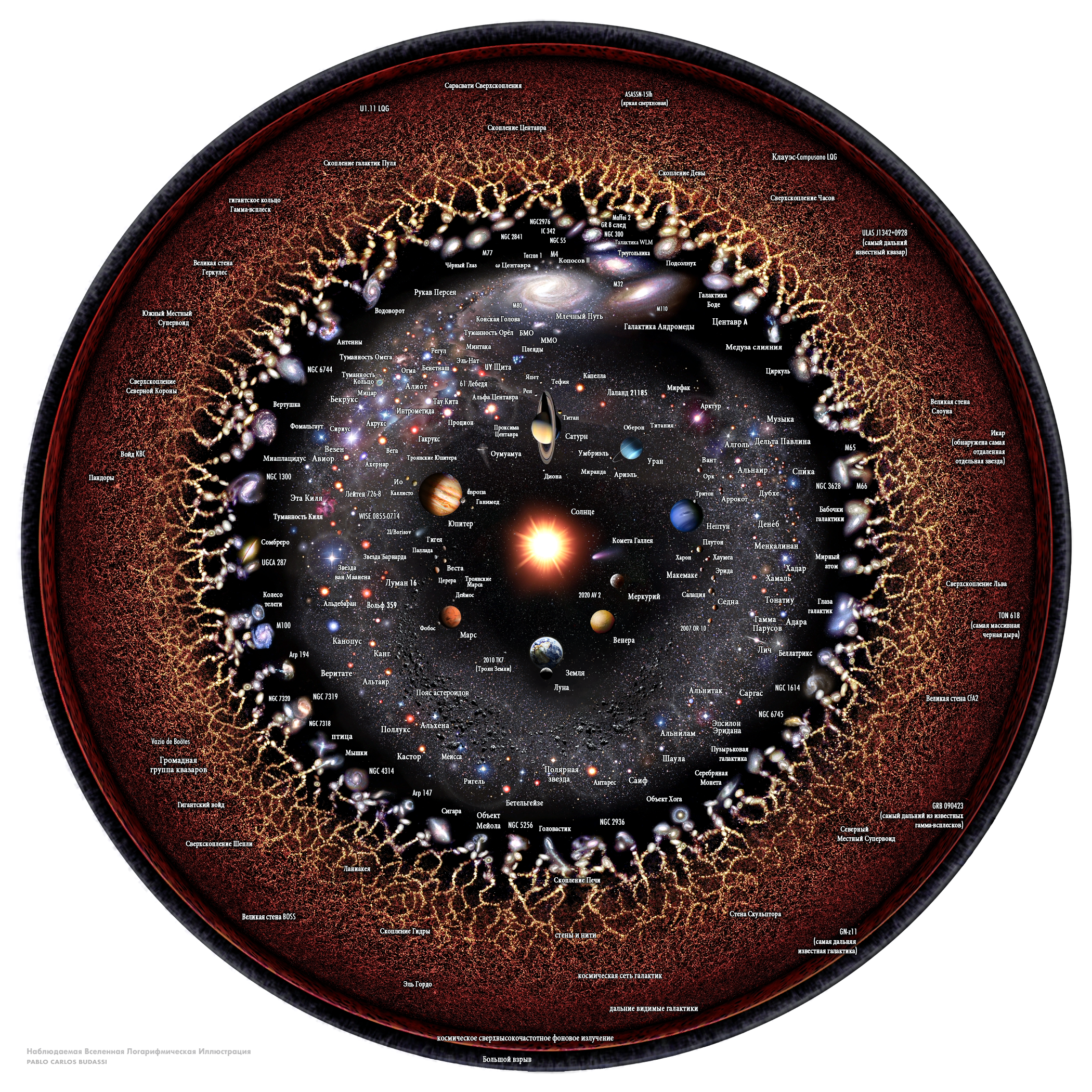
Представление о наблюдаемой Вселенной, которое включает в себя изображения с различных телескопов.

В XX веке астрономия разделилась на две основные ветви:
1. наблюдательная астрономия — получение наблюдательных данных о небесных телах, которые затем анализируются;
2. теоретическая астрономия — ориентирована на разработку моделей (аналитических или компьютерных) для описания астрономических объектов и явлений.

Эти две ветви дополняют друг друга: теоретическая астрономия ищет объяснения результатам наблюдений, а наблюдательная астрономия даёт материал для теоретических выводов и гипотез и возможность их проверки.
Бо́льшая часть астрономических наблюдений — это регистрация и анализ видимого света и другого электромагнитного излучения. Астрономические наблюдения могут быть разделены в соответствии с областью электромагнитного спектра, в которой проводятся измерения. Некоторые части спектра можно наблюдать с Земли (то есть её поверхности), а другие наблюдения ведутся только на больших высотах или в космосе (в космических аппаратах на орбите Земли). Подробные сведения об этих группах исследований приведены ниже.

### Оптическая астрономия
Оптическая астрономия (которую ещё называют астрономией видимого света) — древнейшая форма исследования космоса. Сначала наблюдения зарисовывали от руки. В конце XIX века и бо́льшую часть XX века исследования осуществлялись по фотографиям. Сейчас изображения получают цифровыми детекторами, в частности детекторами на основе приборов с зарядовой связью (ПЗС). Хотя видимый свет охватывает диапазон примерно от 4000 Ǻ до 7000 Ǻ (400—700 нанометров), оборудование, применяемое в этом диапазоне, позволяет исследовать ближний ультрафиолетовый и инфракрасный диапазон.

### Инфракрасная астрономия

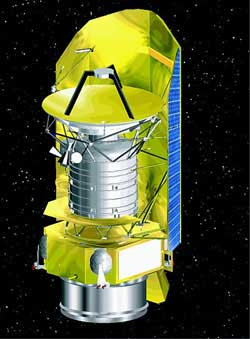
Инфракрасный космический телескоп «Гершель»

Инфракрасная астрономия касается регистрации и анализа инфракрасного излучения небесных тел. Хотя длина его волны близка к длине волны видимого света, инфракрасное излучение сильно поглощается атмосферой, кроме того, в этом диапазоне сильно излучает атмосфера Земли. Поэтому обсерватории для изучения инфракрасного излучения должны быть расположены на высоких и сухих местах или в космосе. Инфракрасный спектр полезен для изучения объектов, которые слишком холодны, чтобы излучать видимый свет (например, планеты и газопылевые диски вокруг звёзд). Инфракрасные лучи могут проходить через облака пыли, поглощающие видимый свет, что позволяет наблюдать молодые звезды в молекулярных облаках и ядрах галактик, в том числе звезды вблизи центра нашей Галактики. Некоторые молекулы мощно излучают в инфракрасном диапазоне, и это даёт возможность изучать химический состав астрономических объектов (например, находить воду в кометах).

### Ультрафиолетовая астрономия
Ультрафиолетовая астрономия имеет дело с длинами волн примерно от 100 до 3200 Å (10—320 нанометров). Свет на этих длинах волн поглощается атмосферой Земли, поэтому исследование этого диапазона выполняют из верхних слоёв атмосферы или из космоса. Ультрафиолетовая астрономия лучше подходит для изучения горячих звёзд (классов O и B), поскольку основная часть излучения приходится именно на этот диапазон. Сюда относятся исследования голубых звёзд в других галактиках и планетарных туманностей, остатков сверхновых, активных галактических ядер. Однако ультрафиолетовое излучение легко поглощается межзвёздной пылью, поэтому в результаты измерений следует вносить поправку на неё.

### Радиоастрономия

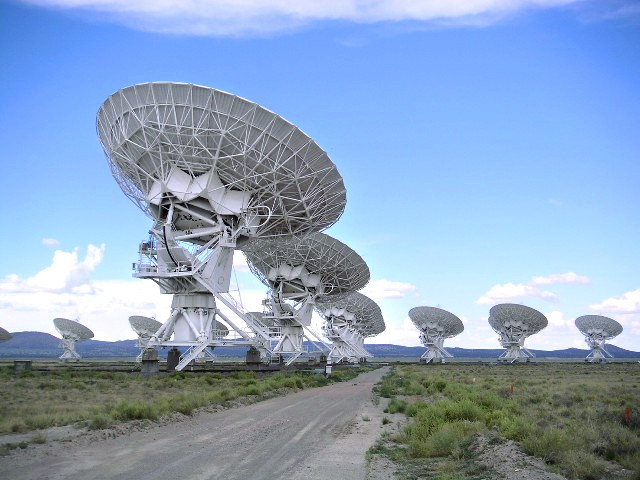
Сверхбольшой массив радиотелескопов (Very Large Array) в Сирокко, Нью-Мексико, США

Радиоастрономия — это исследование излучения с длиной волны, большей чем один миллиметр (примерно). Радиоастрономия отличается от большинства других видов астрономических наблюдений тем, что исследуемые радиоволны можно рассматривать именно как волны, а не как отдельные фотоны. Итак, можно измерить как амплитуду, так и фазу радиоволны, а для коротких волн это не так легко сделать.
Хотя некоторые радиоволны излучаются астрономическими объектами в виде теплового излучения, большинство радиоизлучения, наблюдаемого с Земли, является по происхождению синхротронным излучением, которое возникает, когда электроны движутся в магнитном поле. Кроме того, некоторые спектральные линии образуются межзвёздным газом, в частности спектральная линия нейтрального водорода длиной 21 см.
В радиодиапазоне наблюдается широкое разнообразие космических объектов, в частности сверхновые звезды, межзвёздный газ, пульсары и активные ядра галактик.

### Рентгеновская астрономия
Рентгеновская астрономия изучает астрономические объекты в рентгеновском диапазоне. Обычно объекты излучают рентгеновское излучение благодаря:
- синхротронному механизму (релятивистские электроны, движущиеся в магнитных полях)
- тепловое излучение от тонких слоёв газа, нагретых выше 107 K (10 миллионов кельвинов — так называемое тормозное излучение);
- тепловое излучение массивных газовых тел, нагретых свыше 107 K (так называемое излучение абсолютно чёрного тела)[11].

Поскольку рентгеновское излучение поглощается атмосферой Земли, рентгеновские наблюдения в основном выполняют из орбитальных станций, ракет или космических кораблей. К известным рентгеновским источникам в космосе относятся: рентгеновские двойные звезды, пульсары, остатки сверхновых, эллиптические галактики, скопления галактик, а также активные ядра галактик.

### Гамма-астрономия
Гамма-астрономия — это исследование самого коротковолнового излучения астрономических объектов. Гамма-лучи могут наблюдаться непосредственно (такими спутниками, как Телескоп Комптон) или опосредованно (специализированными телескопами, которые называются атмосферные телескопы Черенкова). Эти телескопы фиксируют вспышки видимого света, образующиеся при поглощении гамма-лучей атмосферой Земли вследствие различных физических процессов вроде эффекта Комптона, а также черенковское излучение.
Большинство источников гамма-излучения — это гамма-всплески, которые излучают гамма-лучи всего от нескольких миллисекунд до тысячи секунд. Только 10 % источников гамма-излучения активны долгое время. Это, в частности, пульсары, нейтронные звезды и кандидаты в чёрные дыры в активных галактических ядрах.

### Астрономия, не связанная с электромагнитным излучением
С Земли наблюдается не только электромагнитное излучение, но и другие типы излучения.
В нейтринной астрономии для выявления нейтрино используют специальные подземные объекты, такие как SAGE, GALLEX и Камиока II / III. Эти нейтрино приходят главным образом от Солнца, но также от сверхновых звёзд. Кроме того, современные обсерватории могут регистрировать космические лучи, поскольку это частицы очень высокой энергии, дающие при входе в атмосферу Земли каскады вторичных частиц. Кроме того, некоторые будущие детекторы нейтрино будут также непосредственно чувствительны к частицам, рождённым, когда космические лучи попадают в атмосферу Земли.
Новым направлением в разновидности методов астрономии может стать гравитационно-волновая астрономия, которая стремится использовать детекторы гравитационных волн для наблюдения компактных объектов. Несколько обсерваторий уже построено, например, лазерный интерферометр гравитационной обсерватории LIGO. Впервые гравитационные волны были обнаружены в 2015 году.
Планетарная астрономия занимается не только наземными наблюдениями небесных тел, но и их непосредственным изучением с помощью космических аппаратов, в том числе доставивших на Землю образцы вещества. Кроме того, многие аппараты собирают различную информацию на орбите или на поверхности небесных тел, а некоторые и проводят там различные эксперименты.

### Астрометрия и небесная механика
Астрометрия — один из старейших подразделов астрономии. Она занимается измерениями положения небесных объектов. Точные данные о расположении Солнца, Луны, планет и звёзд когда-то играли чрезвычайно важную роль в навигации.
Тщательные измерения положения планет привели к глубокому пониманию гравитационных возмущений, что позволило с высокой точностью рассчитывать их прошлое расположение и предсказывать будущее. Эта отрасль известна как небесная механика. Сейчас отслеживание околоземных объектов позволяет прогнозирования сближения с ними, а также возможные столкновения различных объектов с Землёй.
Измерения параллаксов ближайших звёзд — фундамент для определения расстояний в дальнем космосе и измерения масштабов Вселенной. Эти измерения обеспечили основу для определения свойств отдалённых звёзд; свойства могут быть сопоставлены с соседними звёздами. Измерения лучевых скоростей и собственных движений небесных тел позволяет исследовать кинематику этих систем в нашей галактике. Астрометрические результаты могут использоваться для измерения распределения тёмной материи в галактике.
В 1990-х годах астрометрические методы измерения звёздных колебаний были применены для обнаружения крупных внесолнечных планет (планет на орбитах соседних звёзд).

### Внеатмосферная астрономия
Исследования с помощью космической техники занимают особое место среди методов изучения небесных тел и космической среды. Начало было положено запуском в СССР в 1957 году первого в мире искусственного спутника Земли.
Космические аппараты позволили проводить исследования во всех диапазонах длин волн электромагнитного излучения. Поэтому современную астрономию часто называют всеволновой.
Внеатмосферные наблюдения позволяют принимать в космосе излучения, которые поглощает или очень меняет земная атмосфера: радиоизлучения некоторых длин волн, не доходят до Земли, а также корпускулярные излучения Солнца и других тел. Исследование этих, ранее недоступных видов излучения звёзд и туманностей, межпланетной и межзвёздной среды очень обогатило наши знания о физических процессах Вселенной. В частности, были открыты неизвестные ранее источники рентгеновского излучения — рентгеновские пульсары. Много информации о природе отдалённых от нас тел и их систем также получено благодаря исследованиям, выполненным с помощью спектрографов, установленных на различных космических аппаратах.

### Многоканальная астрономия
Многоканальная астрономия использует одновременный приём электромагнитного излучения, гравитационных волн и элементарных частиц, испускаемых одним и тем же космическим объектом или явлением, для его изучения.

### Теоретическая астрономия
Астрономы-теоретики используют широкий спектр инструментов, которые включают аналитические модели (например, политропы для приближённого поведения звёзд) и численное моделирование. Каждый из методов имеет свои преимущества. Аналитическая модель процесса, как правило, лучше даёт понять суть того, почему это (что-то) происходит. Численные модели могут свидетельствовать о наличии явлений и эффектов, которых, вероятно, иначе не было бы видно.
Теоретики в области астрономии стремятся создавать теоретические модели и выяснить в исследованиях последствия этих моделирований. Это позволяет наблюдателям искать данные, которые могут опровергнуть модель или помогает в выборе между несколькими альтернативными или противоречивыми моделями. Теоретики также экспериментируют в создании или видоизменении модели с учётом новых данных. В случае несоответствия общая тенденция состоит в попытке достигнуть коррекции результата минимальными изменениями модели. В некоторых случаях большое количество противоречивых данных со временем может привести к полному отказу от модели.
Темы, которые изучают теоретические астрономы: звёздная динамика и эволюция галактик, крупномасштабная структура Вселенной, происхождение космических лучей, общая теория относительности и физическая космология, в частности космология струн и астрофизика элементарных частиц. Теория относительности важна для изучения крупномасштабных структур, для которых гравитация играет значительную роль в физических явлениях. Это основа исследований чёрных дыр и гравитационных волн. Некоторые широко принятые и изучены теории и модели в астрономии, теперь включённые в модель Лямбда-CDM, — Большой Взрыв, расширение космоса, тёмная материя и фундаментальные физические теории.

### Любительская астрономия
Астрономия — одна из наук, где вклад любителей может быть значительным. Общий объём любительских наблюдений больше, чем профессиональных, хотя технические возможности любителей намного меньше. Иногда они самостоятельно строят себе оборудование. Наконец большинство учёных вышли именно из этой среды. Главные объекты наблюдений астрономов-любителей — Луна, планеты, звезды, кометы, метеорные потоки и различные объекты глубокого космоса, а именно: звёздные скопления, галактики и туманности. Одна из ветвей любительской астрономии, любительская астрофотография, представляет собой фотографирование участков ночного неба. Многие любители специализируются по отдельным объектам, типам объектов или типам событий.
Большинство любителей работает в видимом спектре, но небольшая часть экспериментирует с другими длинами волн. Это включает использование инфракрасных фильтров на обычных телескопах, а также использование радиотелескопов. Пионер любительской радиоастрономии — Карл Янский, который начал наблюдать небо в радиодиапазоне в 1930-х годах. Некоторые астрономы-любители используют как домашние телескопы, так и радиотелескопы, которые изначально были построены для астрономических учреждений, но теперь доступны для любителей (как для крупных исследовательских институтов).
Астрономы-любители и сейчас продолжают вносить вклад в эту науку. Это одна из немногих дисциплин, где их вклад может быть значительным. Довольно часто они наблюдают покрытия астероидами звёзд, и эти данные используются для уточнения орбит астероидов. Иногда любители находят кометы, а многие из них регулярно наблюдают переменные звёзды. А достижения в области цифровых технологий позволили любителям добиться впечатляющего прогресса в области астрофотографии.

## В образовании
2009 год был объявлен ООН Международным годом астрономии. Основной упор делается на повышении общественной заинтересованности астрономией и её понимания. С этой же целью каждый год проводится день астрономии. 24 сентября 2020 года на 15-й встрече и 24-25 марта 2021 года на 16-й встрече Консультативной группы по планированию космических миссий (КГПКМ), а также 30 апреля 2021 года на 7-й Конференции по планетарной защите обсуждалось решение о подаче заявки в Секретариат ООН о провозглашении 2029 года Международным годом планетарной защиты.
Как отдельный предмет астрономию ввели в школах СССР в 1932 году (в седьмом и девятом классах), в 1935 году её перенесли в десятый класс. С 1993 года астрономию перевели в факультативы, и она фактически исчезла из учебных программ. Согласно опросам ВЦИОМ, в 2007 году 29 % россиян считали, что не Земля вращается вокруг Солнца, а наоборот — Солнце вращается вокруг Земли, а в 2011 году уже 33 % россиян придерживались этой точки зрения. С 1 сентября 2017 года преподавание астрономии в школах России вновь стало обязательным (в десятом или одиннадцатом классе).

## Коды в системах классификации знаний
- УДК 52
- Государственный рубрикатор научно-технической информации (ГРНТИ) (по состоянию на 2001 год): 41 АСТРОНОМИЯ (недоступная ссылка)